# Monoophorum ruseri
Monoophorum ruseri is een platworm (Platyhelminthes). De worm is tweeslachtig. De soort leeft in het zoute water.
Het geslacht Monoophorum, waarin de platworm wordt geplaatst, wordt tot de familie Cylindrostomidae gerekend. De wetenschappelijke naam van de soort werd voor het eerst geldig gepubliceerd in 1926 door Reisinger.